# محوطه شاه رضا
محوطه شاه رضا مربوط به هزاره سوم قبل از میلاد است و در شهرستان ایرانشهر، بخش بمپور، دهستان بمپور غربی، راه خاکی روستای سردگال واقع شده و این اثر در تاریخ ۲ مرداد ۱۳۸۷ با شمارهٔ ثبت ۲۳۰۵۵ به‌عنوان یکی از آثار ملی ایران به ثبت رسیده است.